# Tetrix minor
Tetrix minor är en insektsart som beskrevs av Ichikawa 1993. Tetrix minor ingår i släktet Tetrix och familjen torngräshoppor. Inga underarter finns listade i Catalogue of Life.